# Cheilodactylus fasciatus
Cheilodactylus fasciatus är en fiskart som beskrevs av Lacepède, 1803. Cheilodactylus fasciatus ingår i släktet Cheilodactylus och familjen Cheilodactylidae. Inga underarter finns listade i Catalogue of Life.